# Vladimir Pletser

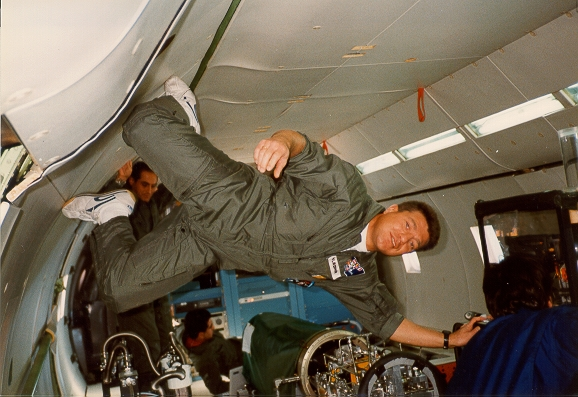
Vladimir Pletser in gewichtloosheid tijdens parabolische vluchten aan boord van de NASA DC9/30 in oktober 1995.

Vladimir Pletser (Brussel, 28 februari 1956) is senior fysicus-ingenieur bij het European Space Research and Technology Centre (ESTEC) van de Europese Ruimtevaartorganisatie (ESA) sinds 1985, waar hij een expert is in microzwaartekracht bij parabolische vluchten in vliegtuigen, waarin hij een wereldrecord bezit.

Kandidaat-astronaut voor België sinds 1991; volgde twee maanden in opleiding in 1995 bij NASA's Johnson Space Center in Houston; geselecteerd door de Mars Society in 2001, nam deel aan drie internationale campagnes van bemande Marsmissie simulaties.

## Onderwijs
Afgestudeerd in de afdeling Latijn-Wiskunde van het Brusselse Institut Saint-Boniface in 1973 en in de bijzondere Wetenschappelijke Voorbereiding van het Brusselse Collège Saint-Michel in 1974. Gediplomeerde van de Université Catholique de Louvain (UCL) in Louvain-la-Neuve, België, als Burgerlijk Ingenieur Mechanica, specialisatie dynamische systemen (1979), en ook als Master in de natuurkunde in de ruimtegeodesie (1980). Behaalde het doctoraat in de fysica (astronomie en astrofysica) (1990).

## Loopbaan
Vladimir Pletser was werkzaam als Research engineer van 1980 tot 1981 bij de afdeling Externe Geofysica van het Koninklijk Meteorologisch Instituut van België op het gebied van het dopplereffect in de ionosfeer, en, van 1981 tot 1982, aan de Faculteit der landbouwwetenschappen van de UCL, op het gebied van toegepaste statistiek, mathematische modellering en computersimulatie.
In 1982 werd hij docent aan de Faculteit Wetenschappen van de UCL en gedetacheerd bij de Universiteit van Kinshasa, Congo (ex-Zaïre), waar hij tot 1985 fysica, toegepaste wiskunde, astronomie en geofysica doceerde.

## Loopbaan bij de ESA
In 1985 werd Pletser lid van de Microgravity Project and Platform Division (voorheen bekend onder andere namen) en de Human Spaceflight and Operations Directorate (bemande ruimtevaart en operaties, ook eerder bekend onder andere namen) bij ESA's ESTEC in Noordwijk, Nederland.

### Ontwikkeling van wetenschappelijke instrumenten
Sinds 1985 volgde hij de technische ontwikkeling van wetenschappelijke experimenten en was hij direct betrokken bij 30 microzwaartekracht experimenten uitgevoerd tijdens ruimtemissies met Spacelab, Spacehab, Foton en de Internationaal ruimtestation ISS als experimentcoördinator en verantwoordelijke voor grondoperaties voor experimenten in de vloeistoffysica met de Advanced Fluid Physics Module (AFPM) tijdens de Spacelab D2 – STS-55-missie van april 1993, en de Bubble, Drop and Particle Unit (BDPU) tijdens de Spacelab LMS – STS-78-missie van juni 1996; in de kristallisatie van proteïnen met de Advanced Protein Cristallisation Facility (APCF) tijdens de Spacehab-STS-95-missie van oktober 1998, en de Protein Cristallisation Diagnostics Facility (PCDF), die aan boord van het Internationaal ruimtestation ISS-module Columbus (STS-122) vloog vanaf februari 2008 tot en met juli 2009 (STS-119 / STS-127) ; op het gebied van zeolieten, met de instrumenten Zeogrid in het ISS en de Russische ISS Zvezda-module, in oktober 1992 en het Nanoslab in het ISS Destiny-module in oktober 1992 en oktober 1993; op het gebied van symbiotische processen tussen vissen en algen met het instrument AquaHab aan boord van de Russische satelliet Foton M3 in september 2007.

### Paraboolvluchten
Sinds 1985 is Pletser verantwoordelijk voor de ESA paraboolvlucht campagnes in vliegtuigen, voor microzwaartekracht experimenten van korte duur. Hij staat bekend als 'Mister Paraboolvluchten', 'Mister parabool’, 'Homo Parabolicus' of 'Mister Microgravity'.

### ESA-Onderzoek en Studenten Campagnes
Hij organiseerde en leidde 62 microzwaartekracht-onderzoekcampagnes voor natuurkundige, natuurwetenschappelijke en technologische experimenten met NASA's KC-135/930 van 1985 tot 1988, CNES Caravelle van 1989 tot 1995, de Russische Kosmonautentrainingscentrum Joeri Gagarin Ilyushin Il-76 MDK in 1994, de Nederlandse Nationaal Lucht- en Ruimtevaartlaboratorium (NLR) Cessna Citation II PH-LAB in 2001, en de CNES en ESA Airbus A300 ZERO-G sinds 1997. In 2011 organiseerde en leidde hij met het CNES en het DLR de eerste gezamenlijke partiële-g paraboolvluchtcampagne voor onderzoek van de zwaartekrachtniveaus op de maan en op Mars met de Airbus A300 ZERO-G. 

Van 1994 tot 2006 nam hij deel aan de organisatie en de vluchten van 8 ESA studentencampagnes met de CNES’ Caravelle in 1994, NASA's KC-135/931 in 1995 en de Airbus A300 ZERO-G van 2000 tot 2006.

### Brusselse en Belgische Studentencampagnes
In 2002 startte hij in België met een nieuw project voor scholieren die in gewichtloosheid kunnen vliegen tijdens de ESA Student campagne. In samenwerking met het Brussels Hoofdstedelijk Gewest en de Euro Space Society van de eerste Belgische astronaut Dirk Frimout, organiseerde hij een wedstrijd voor middelbare scholen in Brussel waarbij scholieren werden uitgenodigd om experimenten voor te stellen in microzwaartekracht. Vijf teams van Brusselse middelbare scholen namen deel aan de derde ESA Student campagne in juli 2003 aan boord van de Airbus A300 ZERO-G die voor de eerste keer in Frankrijk opsteeg maar landde in Brussel. Het pedagogische project ondervond zo'n groot succes dat het werd herhaald in 2006 met de Belgische Federaal Wetenschapsbeleid en het Euro Space Society, ditmaal voor middelbare scholieren van heel België. In juli 2006 namen zes teams van Belgische middelbare scholen deel aan de negende ESA Student campagne met de Airbus A300 ZERO-G en zij landden weer in Brussels Airport.

### Deelname aan andere campagnes
Vladimir Pletser werd uitgenodigd om deel te nemen aan een aantal andere campagnes. In 1992 nam hij deel aan een DLR campagne aan boord de KC-135/930 van de NASA in Houston de Duitse astronauten trainen op AFPM voordat u met het Spacelab D2 – STS-55 missie. In 1993 nam hij deel aan parabolische vluchten aan boord van een Fouga Magister van de Belgische luchtmacht microzwaartekracht te meten tijdens de vluchten. In 1995 werd hij uitgenodigd door de NASA in een campagne deel te nemen aan boord van de DC-9/30 van de NASA Lewis Research Center naar een BDPU experiment voor de Spacelab LMS - STS-78-missie voor te bereiden. In 1999 werd hij uitgenodigd om deel te nemen aan twee campagnes van het CNES en de DLR met de Airbus A300 ZERO-G als onderwerp van een medisch experiment. In 2004 werd hij uitgenodigd om te vliegen aan boord van de Oostenrijkse Short Skyvan vliegtuig.
In 2011, het Canadian Space Agency nodigde hem uit om deel te nemen in een reeks van parabolische vluchten aan boord van de Falcon 20 in Ottawa om een verbranding experiment te ondersteunen.

### Aantal experimenten en parabolen
Tijdens de 83 campagnes waarin hij deelnam, hield hij toezicht op een totaal van 929 microzwaartekracht-experimenten. Hij was Principal Investigator van 11 experimenten van micro-accelerometrische meting van microzwaartekracht niveaus en van 2 vloeistoffysica-experimenten. Hij nam deel als operator aan 77 fysieke wetenschappelijke experimenten en als subject in 90 medische en fysiologische experimenten ter voorbereiding van verschillende missies op Spacelab, Spacehab, het Russische ruimtestation Mir en het Internationaal ruimtestation ISS.
Hij verzamelde 6747 parabolen, in totaal 36h 22m in gewichtloosheid, wat overeenkomt met 24,2 aardomwentelingen, meer dan de eerste Amerikaanse astronauten, de eerste Russische kosmonauten en de eerste Chinese Taikonaut. Hij verzamelde in totaal 49m in de Martiaanse zwaartekracht en 42m 55s in maanzwaartekracht tijdens partiële-g parabolische vluchten.

### Wereldrecord voor het aantal vliegtuigen in de paraboolvlucht
Pletser is de enige persoon in de wereld die parabolen vloog in tien verschillende vliegtuigen: NASA's KC-135/930, KC-135/931 en DC-9/30; het CNES-ESA Airbus A300 ZERO-G, de CNES Caravelle; de Russische Kosmonautentrainingscentrum Joeri Gagarin Ilyushin Il-76 MDK, de Canadian Space Agency Falcon 20; de Nederlandse Nationaal Lucht- en Ruimtevaartlaboratorium (NLR) Cessna Citation II; een Fouga Magister van de Belgische luchtmacht en de Oostenrijkse Short Skyvan. Hij heeft het officiële Guinness World Record voor de meeste paraboolvluchten in verschillende vliegtuigen (negen), toegekend in 2010 na zijn deelname aan de vlucht aan boord van de Falcon 20 in 2011.

## ESA en NASA Astronaut-selecties
Pletser werd in mei 1991 door België geselecteerd onder de 550 kandidaten als kandidaat-astronaut laboratoriumspecialist, met vier andere kandidaten, waaronder Marianne Merchez en Frank De Winne, maar hij werd niet weerhouden op het einde van de ESA selectie in mei 1992.
In mei 1992 ging hij naar de NASA als Payload Specialist kandidaat-astronaut voor de 2e Internationale Microgravity Laboratory (IML-2) Spacelab – STS-65-missie. Hoewel aanbevolen door de leden van de IML-2 missie Investigator-werkgroep, werd zijn aanvraag niet behandeld door de NASA. 

In januari 1995 werd hij officieel voorgesteld door België als Payload Specialist kandidaat-astronaut kandidaat voor NASA's Life and Microgravity Spacelab (LMS) – STS-78-missie. Vier andere kandidaten kwamen respectievelijk van de Franse Space Agency (CNES), de Canadian Space Agency (CSA), het Italiaanse Ruimteagentschap (ASI) en de ESA. Na aanbeveling van de LMS-missie Investigator-werkgroep, meldden de vijf kandidaten zich in maart 1995 bij het NASA's Johnson Space Center voor medische onderzoeken en informatiesessies over medische experimenten. Pletser ging met succes door de medische selectie en werd officieus op de hoogte gebracht dat een van de plaatsen als plaatsvervanger Payload Specialist-astronaut aan hem zou worden voorgesteld, na ontvangst van de aanbevelingen van de LMS-missie Investigator-werkgroep. Met de drie andere geselecteerde kandidaten begon hij twee maanden training bij de NASA's Johnson Space Center, in de Payload Crew Training Complex van de NASA's Marshall Space Flight Center in Huntsville, bij het ESTEC en in verschillende Amerikaanse universitaire laboratoria. In mei 1995 kondigde de NASA echter de selectie aan van de dokter Jean-Jacques Favier (CNES) en dr. Robert Thirsk (CSA) als Payload Specialist-astronauten, en dr. Luca Urbani (ASI) en Pedro Duque (ESA) als plaatsvervangend Payload Specialist-astronauten.

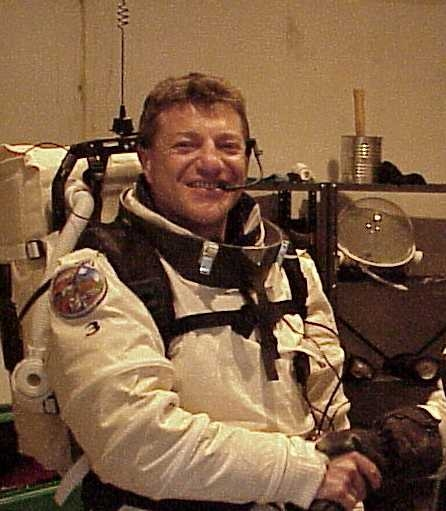
Vladimir Pletser in Mars extravehicular pak op de FMARS.

## Campagnes van Bemande Simulatiemissies naar Mars
In 2001 werd Vladimir Pletser geselecteerd door de Mars Society onder 250 kandidaten om in juli 2001 deel te nemen aan de eerste internationale campagne van een bemande simulatiemissie naar Mars, op het Flashline Mars Arctic Research Station (FMARS) op Devoneiland in het Canadese Noordpoolgebied met de FMARS-2-bemanning. Hij deed een experiment met het oog op het opsporen van ondergronds water door een seismische methode. 

Hij werd opnieuw uitgenodigd door de Mars Society in april 2002 voor een tweede internationale campagne van een bemande simulatiemissie naar Mars in het Mars Desert Research Station (MDRS) in de woestijn van Utah met de bemanning MDRS-5 tijdens twee verschillende weken. Hij was verantwoordelijk voor een psychologisch experiment over de groei van planten in een Marsomgeving. 

Tijdens deze twee missies hield hij een dagboek bij op de FMARS en op het MDRS.
Hij publiceerde een boek over deze twee simulaties.
In 2009 nam hij deel aan een derde campagne van een simulatiemissie naar Mars op het MDRS als commandant van de Crew MDRS-76. Dit gebeurde in het kader van ESA's EuroGeoMars project waarbij de menselijke en wetenschappelijke aspecten van toekomstige bemande missies op extra-planetaire oppervlakken worden bestudeerd. Vladimir Pletser was verantwoordelijk voor een reeks van experimenten over aspecten betreffende de menselijke bemanning. 

Tijdens deze drie campagnes nam hij deel aan in totaal 36 experimenten in de geofysica, biologie, navigatie, psychologie en menselijke factoren. Hij verzamelde een totaal van 44h 30m of gesimuleerd ruimtewandeling of Extra-Vehicular Activity (EVA) tijdens 16 EVA expedities, waarvan 9 als Commander.

## Academische en wetenschappelijke carrière
Pletser is gastprofessor aan verschillende universiteiten in België, Frankrijk en Spanje. Hij deed honderden congressen, seminaries en genodigde lezingen over microzwaartekracht-onderzoek, ruimtevaart, astronomie, geofysica, de exploratie van Mars, en SETI in dertig universiteiten en academies en voor scholen en het grote publiek in Europa, Afrika en Azië. 16 000 Brusselse scholieren van Brussel woonden zijn conferenties bij tussen 2001 en 2011, in het kader van een bewustwordingsprogramma voor de jeugd op het gebied van het wetenschappelijk en technisch onderwijs en loopbanen van de Regering van het Brussels Hoofdstedelijk Gewest
In 1990 leidde zijn theoretische onderzoek naar de kosmogonie van het zonnestelsel tot de publicatie van een proefschrift over de relatieve afstand tussen planeten en satellieten, waarbij de radiale posities van de nieuwe satellieten en ringen van Uranus en Neptunus werden berekend, nog voor hun ontdekking door de sonde Voyager 2. 

In 1998 demonstreerde hij de hypothese dat het Ishangobeen, het oudste wiskundige instrument van de mensheid, een primitieve rekenmachine is in de bases 6 en 12.

Nadat hij het subject was van een elektro-encefalographisch experiment in parabolische vluchten in 1991, nam hij deel aan de analyse van het resultaat en een voorstel voor een nieuwe methode op basis van de chaotische niet-lineaire dynamica. Dit leidde in 1999 tot de toekenning van een octrooi.

## Lidmaatschap van Organisaties
International Academy of Astronautics; International Astronautical Federation; World Scientific and engineering Academy and Society; Committee on Space Research (COSPAR); European Low Gravity Research Association; European Physical Society; Belgian Physical Society; Société royale belge d'Astronomie, de Météorologie et de Physique du Globe; American Mathematical Society; Belgian Mathematical Society; British Interplanetary Society; Association of Mars Explorers; The Mars Society; Mars Society Belgium; Euro Space Society; European Interplanetary Free Floaters; The Society of Interplanetary Free Floaters en andere wetenschappelijke en technische organisaties.

## Prijzen en onderscheidingen
- World Record[1] voor de meeste paraboolvluchten gevlogen in verschillende vliegtuigen (2010)
- Gouden (2010) en Zilveren (2003) medailles van Novespace voor parabolische vluchten op de Airbus A300 ZERO-G[32]
- Genomineerd in de lijst van de 200 beroemdheden van Brussel[33],
- ESA Medaille van de Directeur-Generaal voor 20 jaar dienst bij ESA (2005)
- ESA Professional Award (2000) en ESA Invention Award voor een ingediend patent (2000)
- Genomineerd als Wetenschapsambassadeur[26] door de Minister-President van het Brussels Hoofdstedelijk Gewest voor het Science Awareness School Programma (2000)
- ESA-bewijs van erkenning voor succesvolle bijdragen aan de missies van de Foton M3[34] (2008), Euromir-94[35] (1995), en het Spacelab D2 – STS-55 (1993)
- NASA-certificaat van erkenning voor de succesvolle bijdrage aan de Spacelab LMS – STS-78-missie (1996);
- DLR-certificaat van erkenning voor de succesvolle bijdrage aan de Spacelab D2 – STS-55-missie.(1993);
- Mede-ontvanger van de Erkenning als Beste Speler van de Zuid-Afrikaanse Rugby Union tijdens het bezoek van het Belgische Nationale ploeg (1977)